# Функция ошибок
Функция ошибок (также называемая функция ошибок Гаусса) — неэлементарная функция, возникающая в теории вероятностей, статистике и теории дифференциальных уравнений в частных производных. Она определяется как
{\displaystyle \operatorname {erf} \,x={\frac {2}{\sqrt {\pi }}}\int \limits _{0}^{x}e^{-t^{2}}\,\mathrm {d} t}.
Некоторые[какие?] авторы опускают множитель {\displaystyle {\frac {2}{\sqrt {\pi }}}} перед интегралом.
Дополнительная функция ошибок, обозначаемая {\displaystyle \operatorname {erfc} \,x} (иногда применяется обозначение {\displaystyle \operatorname {Erf} \,x}), определяется через функцию ошибок:
{\displaystyle \operatorname {erfc} \,x=1-\operatorname {erf} \,x={\frac {2}{\sqrt {\pi }}}\int \limits _{x}^{\infty }e^{-t^{2}}\,\mathrm {d} t}.
Комплексная функция ошибок, обозначаемая {\displaystyle w(x)}, также определяется через функцию ошибок:
{\displaystyle w(x)=e^{-x^{2}}\operatorname {erfc} \,(-ix)}.

## Свойства
- Функция ошибок нечётна:

{\displaystyle \operatorname {erf} \,(-x)=-\operatorname {erf} \,x.}
- Для любого комплексного {\displaystyle x} выполняется

{\displaystyle \operatorname {erf} \,{\bar {x}}={\overline {\operatorname {erf} \,x}}}
где черта обозначает комплексное сопряжение числа {\displaystyle x}.
- Функция ошибок не может быть представлена через элементарные функции, но, разлагая интегрируемое выражение в ряд Тейлора и интегрируя почленно, мы можем получить её представление в виде ряда:

{\displaystyle \operatorname {erf} \,x={\frac {2}{\sqrt {\pi }}}\sum _{n=0}^{\infty }{\frac {(-1)^{n}x^{2n+1}}{n!(2n+1)}}={\frac {2}{\sqrt {\pi }}}\left(x-{\frac {x^{3}}{3}}+{\frac {x^{5}}{10}}-{\frac {x^{7}}{42}}+{\frac {x^{9}}{216}}-\ \cdots \right)}
Это равенство выполняется (и ряд сходится) как для любого вещественного {\displaystyle x}, так и на всей комплексной плоскости, согласно признаку Д’Аламбера. Последовательность знаменателей образует последовательность A007680 в OEIS.
- Для итеративного вычисления элементов ряда полезно представить его в альтернативном виде:

{\displaystyle \operatorname {erf} \,x={\frac {2}{\sqrt {\pi }}}\sum _{n=0}^{\infty }\left(x\prod _{i=1}^{n}{\frac {-(2i-1)x^{2}}{i(2i+1)}}\right)={\frac {2}{\sqrt {\pi }}}\sum _{n=0}^{\infty }{\frac {x}{2n+1}}\prod _{i=1}^{n}{\frac {-x^{2}}{i}}}
поскольку {\displaystyle {\frac {-(2i-1)x^{2}}{i(2i+1)}}} — сомножитель, превращающий {\displaystyle i}-й член ряда в {\displaystyle (i+1)}-й, считая первым членом {\displaystyle x}.
- Функция ошибок на бесконечности равна единице; однако это справедливо только при приближении к бесконечности по вещественной оси, так как:
- При рассмотрении функции ошибок в комплексной плоскости точка {\displaystyle z=\infty } будет для неё существенно особой.
- Производная функции ошибок выводится непосредственно из определения функции; она равна удвоенной функции Гаусса с медианой μ = 0 и стандартным отклонением σ = 1⁄√2:

{\displaystyle {\frac {d}{dx}}\,\operatorname {erf} \,x={\frac {2}{\sqrt {\pi }}}\,e^{-x^{2}}.}
- Первообразная функции ошибок, получаемая способом интегрирования по частям:

{\displaystyle \int \operatorname {erf} x\,dx=x\operatorname {erf} \,x+{\frac {e^{-x^{2}}}{\sqrt {\pi }}}+C.}
- Обратная функция ошибок представляет собой ряд

{\displaystyle \operatorname {erf} ^{-1}\,x=\sum _{k=0}^{\infty }{\frac {c_{k}}{2k+1}}\left({\frac {\sqrt {\pi }}{2}}x\right)^{2k+1},}
где c0 = 1 и
{\displaystyle c_{k}=\sum _{m=0}^{k-1}{\frac {c_{m}c_{k-1-m}}{(m+1)(2m+1)}}=\left\{1,1,{\frac {7}{6}},{\frac {127}{90}},\ldots \right\}.}
Поэтому ряд можно представить в следующем виде (заметим, что дроби сокращены):
{\displaystyle \operatorname {erf} ^{-1}\,x={\frac {1}{2}}{\sqrt {\pi }}\left(x+{\frac {\pi x^{3}}{12}}+{\frac {7\pi ^{2}x^{5}}{480}}+{\frac {127\pi ^{3}x^{7}}{40320}}+{\frac {4369\pi ^{4}x^{9}}{5806080}}+{\frac {34807\pi ^{5}x^{11}}{182476800}}+\dots \right).}
Последовательности числителей и знаменателей после сокращения — A092676 и A132467 в OEIS; последовательность числителей до сокращения — A002067 в OEIS.

## Применение
Если набор случайных величин подчиняется нормальному распределению со стандартным отклонением {\displaystyle \sigma }, то вероятность, что величина отклонится от среднего не более чем на {\displaystyle a}, равна {\displaystyle \operatorname {erf} \,{\frac {a}{\sigma {\sqrt {2}}}}}.
Функция ошибок и дополнительная функция ошибок встречаются в решении некоторых дифференциальных уравнений, например, уравнения теплопроводности с начальными условиями, описываемыми функцией Хевисайда («ступенькой»).
В системах цифровой оптической коммуникации, вероятность ошибки на бит также выражается формулой, использующей функцию ошибок.

## Асимптотическое разложение
При больших {\displaystyle x} полезно асимптотическое разложение для дополнительной функции ошибок:
{\displaystyle \operatorname {erfc} \,x={\frac {e^{-x^{2}}}{x{\sqrt {\pi }}}}\left[1+\sum _{n=1}^{\infty }(-1)^{n}{\frac {1\cdot 3\cdot 5\cdots (2n-1)}{(2x^{2})^{n}}}\right]={\frac {e^{-x^{2}}}{x{\sqrt {\pi }}}}\sum _{n=0}^{\infty }(-1)^{n}{\frac {(2n)!}{n!(2x)^{2n}}}.}
Хотя для любого конечного {\displaystyle x} этот ряд расходится, на практике первых нескольких членов достаточно для вычисления {\displaystyle \operatorname {erfc} \,x} с хорошей точностью, в то время как ряд Тейлора сходится очень медленно.
Другое приближение даётся формулой
{\displaystyle (\operatorname {erf} x)^{2}\approx 1-\exp \left(-x^{2}{\frac {4/\pi +ax^{2}}{1+ax^{2}}}\right),}
где
{\displaystyle a={\frac {8}{3\pi }}{\frac {\pi -3}{4-\pi }}.}

## Аппроксимации
Аппроксимация дополнительной функции ошибок, имеющая относительную погрешность в пределах 1.2×10−7, реализована в Numerical Recipes:
{\displaystyle \operatorname {erfc} x\approx t\operatorname {exp} (-x^{2}-1.26551223+1.00002368t+0.37409196t^{2}+0.09678418t^{3}-0.18628806t^{4}+0.27886807t^{5}-1.13520398t^{6}+1.48851587t^{7}-0.82215223t^{8}),}
где {\displaystyle t=1/(1+|x|/2),} при {\displaystyle x>0}, и {\displaystyle \operatorname {erfc} x=2-\operatorname {erfc} |x|} при {\displaystyle x<0}.
При {\displaystyle 0\leq x\lesssim 5\times 10^{-8}} эта формула даёт недопустимые значения выше единицы, поэтому её нельзя использовать для оценки функции {\displaystyle \operatorname {erf} \,x\equiv 1-\operatorname {erfc} \,x} при малых x.
Аппроксимация функции ошибок даётся формулой
{\displaystyle \operatorname {erf} x\approx \operatorname {sign} x\left[1-\operatorname {exp} \left(-x^{2}{\frac {4/|x|+ax^{2}}{1+ax^{2}}}\right)\right]^{1/2},}
где {\displaystyle a=0.147}.
Относительная погрешность этой аппроксимации не превосходит {\displaystyle 1.3\times 10^{-4}}, а обратная к ней функция выражается аналитически:
{\displaystyle \operatorname {erf} ^{-1}x\approx \operatorname {sign} x\,\left[-{\frac {2}{a\pi }}-{\frac {\operatorname {ln} (1-x^{2})}{2}}+{\sqrt {\left({\frac {2}{a\pi }}+{\frac {\operatorname {ln} (1-x^{2})}{2}}\right)^{2}-{\frac {\operatorname {ln} (1-x^{2})}{a}}}}\right]^{1/2}.}
Относительная погрешность последней формулы лежит в пределах до 0.002 для всех ненулевых значений {\displaystyle x\in (-1,1)}.

## Родственные функции
С точностью до масштаба и сдвига, функция ошибок совпадает с функцией Лапласа — функцией нормального интегрального распределения с математическим ожиданием 0 и дисперсией 1, обозначаемой {\displaystyle \Phi (x)}
{\displaystyle \Phi (x)={\frac {1}{2{\sqrt {\pi }}}}\int \limits _{-\infty }^{x}e^{-t^{2}/2}\,\mathrm {d} t={\frac {1}{2}}{\biggl (}1+\operatorname {erf} \,{\frac {x}{\sqrt {2}}}{\biggl )}.}
Обратная функция к {\displaystyle \Phi }, известная как нормальная квантильная функция, иногда обозначается {\displaystyle \operatorname {probit} } и выражается через нормальную функцию ошибок как
{\displaystyle \operatorname {probit} \,p=\Phi ^{-1}(p)={\sqrt {2}}\,\operatorname {erf} ^{-1}(2p-1).}
Нормальное интегральное распределение чаще применяется в теории вероятностей и математической статистике, в то время как функция ошибок чаще применяется в других разделах математики.
Функция ошибок является частным случаем функции Миттаг-Леффлера, а также может быть представлена как вырожденная гипергеометрическая функция (функция Куммера):
{\displaystyle \operatorname {erf} \,x={\frac {2x}{\sqrt {\pi }}}\,_{1}F_{1}\left({\frac {1}{2}},{\frac {3}{2}},-x^{2}\right).}
Функция ошибок выражается также через интеграл Френеля. В терминах регуляризованной неполной гамма-функции P и неполной гамма-функции,
{\displaystyle \operatorname {erf} \,x=\operatorname {sign} \,x\,P\left({\frac {1}{2}},x^{2}\right)={\operatorname {sign} \,x \over {\sqrt {\pi }}}\gamma \left({\frac {1}{2}},x^{2}\right).}

### Обобщённые функции ошибок
Некоторые авторы обсуждают более общие функции
{\displaystyle E_{n}(x)={\frac {n!}{\sqrt {\pi }}}\int \limits _{0}^{x}e^{-t^{n}}\,\mathrm {d} t={\frac {n!}{\sqrt {\pi }}}\sum _{p=0}^{\infty }(-1)^{p}{\frac {x^{np+1}}{(np+1)p!}}\,.}
Примечательными частными случаями являются:
- {\displaystyle E_{0}(x)} — прямая линия, проходящая через начало координат: {\displaystyle E_{0}(x)={\frac {x}{e{\sqrt {\pi }}}}}
- {\displaystyle E_{2}(x)} — функция ошибок {\displaystyle \operatorname {erf} \,x}.

После деления на {\displaystyle n!} все {\displaystyle E_{n}} с нечётными {\displaystyle n} выглядят похоже (но не идентично), это же можно сказать про {\displaystyle E_{n}} с чётными {\displaystyle n}. Все обобщённые функции ошибок с {\displaystyle n>0} выглядят похоже на полуоси {\displaystyle x>0}.
На полуоси {\displaystyle x>0} все обобщённые функции могут быть выражены через гамма-функцию:
{\displaystyle E_{n}(x)={\frac {\Gamma (n)\left(\Gamma \left({\frac {1}{n}}\right)-\Gamma \left({\frac {1}{n}},x^{n}\right)\right)}{\sqrt {\pi }}},\quad \quad x>0}
Следовательно, мы можем выразить функцию ошибок через гамма-функцию:
{\displaystyle \operatorname {erf} \,x=1-{\frac {\Gamma \left({\frac {1}{2}},x^{2}\right)}{\sqrt {\pi }}}}

### Повторные интегралы дополнительной функции ошибок
Повторные интегралы {\displaystyle \operatorname {I^{n}erfc} } дополнительной функции ошибок определяются как
{\displaystyle \operatorname {I^{0}erfc} \,z=\operatorname {erfc} \,z},
{\displaystyle \operatorname {I^{n}erfc} \,z=\int \limits _{z}^{\infty }\operatorname {I^{n-1}erfc} \,\zeta \,d\zeta ,} для {\displaystyle n>0}.
Их можно разложить в ряд:
{\displaystyle \operatorname {I^{n}erfc} \,z=\sum _{j=0}^{\infty }{\frac {(-z)^{j}}{2^{n-j}j!\,\Gamma \left(1+{\frac {n-j}{2}}\right)}}\,,}
откуда следуют свойства симметрии
{\displaystyle \operatorname {I^{2m}erfc} \,(-z)=-\operatorname {I^{2m}erfc} \,z+\sum _{q=0}^{m}{\frac {z^{2q}}{2^{2(m-q)-1}(2q)!(m-q)!}}}
и
{\displaystyle \operatorname {I^{2m+1}erfc} \,(-z)=\operatorname {I^{2m+1}erfc} \,z+\sum _{q=0}^{m}{\frac {z^{2q+1}}{2^{2(m-q)-1}(2q+1)!(m-q)!}}\,.}

## Реализации
В стандарте языка Си (ISO/IEC 9899:1999, пункт 7.12.8) предусмотрены функция ошибок {\displaystyle \operatorname {erf} } и дополнительная функция ошибок {\displaystyle \operatorname {erfc} }. Функции объявлены в заголовочных файлах math.h (для Си) или cmath (для C++). Там же объявлены пары функций erff(), erfcf() и erfl(), erfcl(). Первая пара получает и возвращает значения типа float, а вторая — значения типа long double. Соответствующие функции также содержатся в библиотеке Math проекта «Boost».
В языке Java стандартная библиотека математических функций java.lang.Math не содержит функцию ошибок. Класс Erf можно найти в пакете org.apache.commons.math.special из не стандартной библиотеки, поставляемой Apache Software Foundation.
Системы компьютерной алгебры Maple, Matlab, Mathematica и Maxima содержат обычную и дополнительную функции ошибок, а также обратные к ним функции.
В языке Python функция ошибок доступна из стандартной библиотеки math, начиная с версии 2.7. Также функция ошибок, дополнительная функция ошибок и многие другие специальные функции определены в модуле Special проекта SciPy.
В языке Erlang функция ошибок и дополнительная функция ошибок доступны из стандартного модуля math.
В Excel функция ошибок представлена, как ФОШ и ФОШ.ТОЧН